# Sericochroa nitida
Sericochroa nitida är en fjärilsart som beskrevs av William Schaus 1906. Sericochroa nitida ingår i släktet Sericochroa och familjen tandspinnare. Inga underarter finns listade i Catalogue of Life.